# Pannoniska Kroatien
Pannoniska Kroatien (kroatiska: Panonska Hrvatska) är en sentida benämning för ett medeltida kroatiskt furstendöme som ägde bestånd mellan 600- och 900-talen. Furstendömet uppstod mellan floderna Sava, Drava och Kupa i vad som idag är norra Kroatien och kallades under samtiden oftast för Pannonien (latin: Pannonia). Befolkningen kallades av romarna för slaver. Dess huvudstad var Sisak.
Under kung Tomislav grundades kungariket Kroatien 925 sedan han sammanfört pannoniska Kroatien och dalmatiska Kroatien till en enhet.

## Historia
Enligt De administrando imperio anlände slaverna (dagens kroater) till Dalmatien och grundande där är ett furstendöme. En del av dem vandrade sedan norrut och grundade ett slaviskt furstendöme i Pannonien. 